# Stenopodidea
Los estenopodideos (Stenopodidea) forman uno de los siete infraórdenes de crustáceos decápodos del suborden de los pleociemados. Son un grupo pequeño con poca representación al mar Mediterráneo.

## Biología y distribución
Su principal característica es que el tercer par de pereiópodos es más largo y robusto que los otros. El carpo del cuarto y el quinto par de patas es multiarticulado.
Muchas de las especies viven dentro de esponjas hexantinélidos, pero de todas maneras, su biología es todavía poco conocida. En el Mediterráneo encontramos sólo dos especies de la familia de los estenopódidos (Stenopodidae).
- Stenopus spinosus, que suele vivir en fondo de rocas hasta los 700 metros de profundidad. Tiene espinas por el todo el cuerpo y posee largos flagelos a las antenas, característica de especies que viven en fondos rocosos profundos.

- Richardina fredericii, endémica del Mediterráneo occidental, es poco abundante y se encuentra hasta más de 600 m de profundidad.

- Datos: Q932151
- Multimedia: Stenopodidea / Q932151
- Especies: Stenopodidea